# 曼哈頓中城

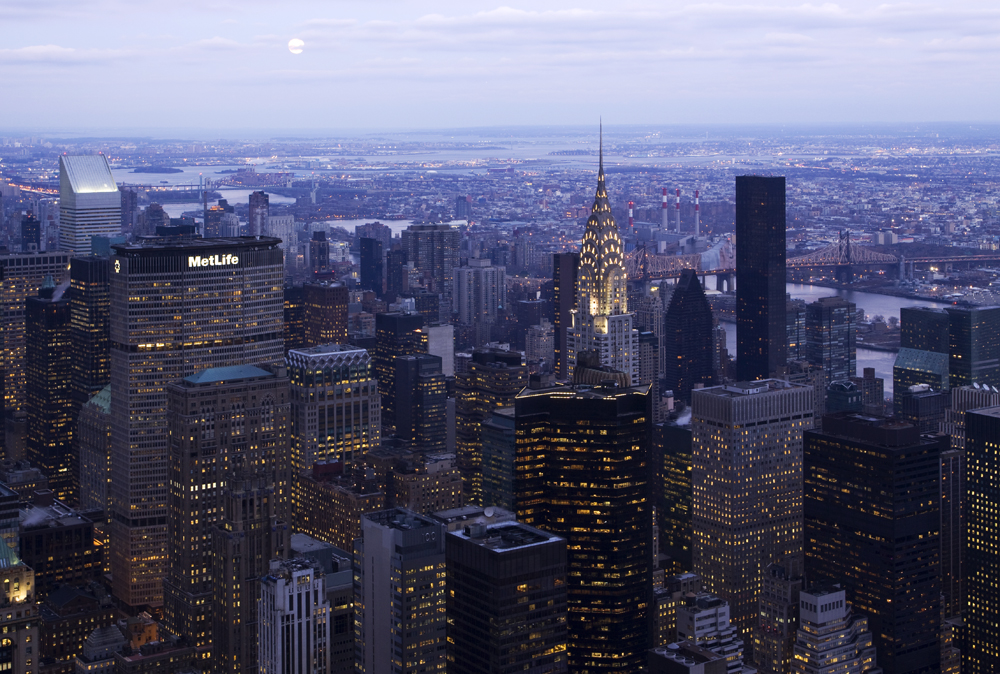
由帝國大廈望向中城一景

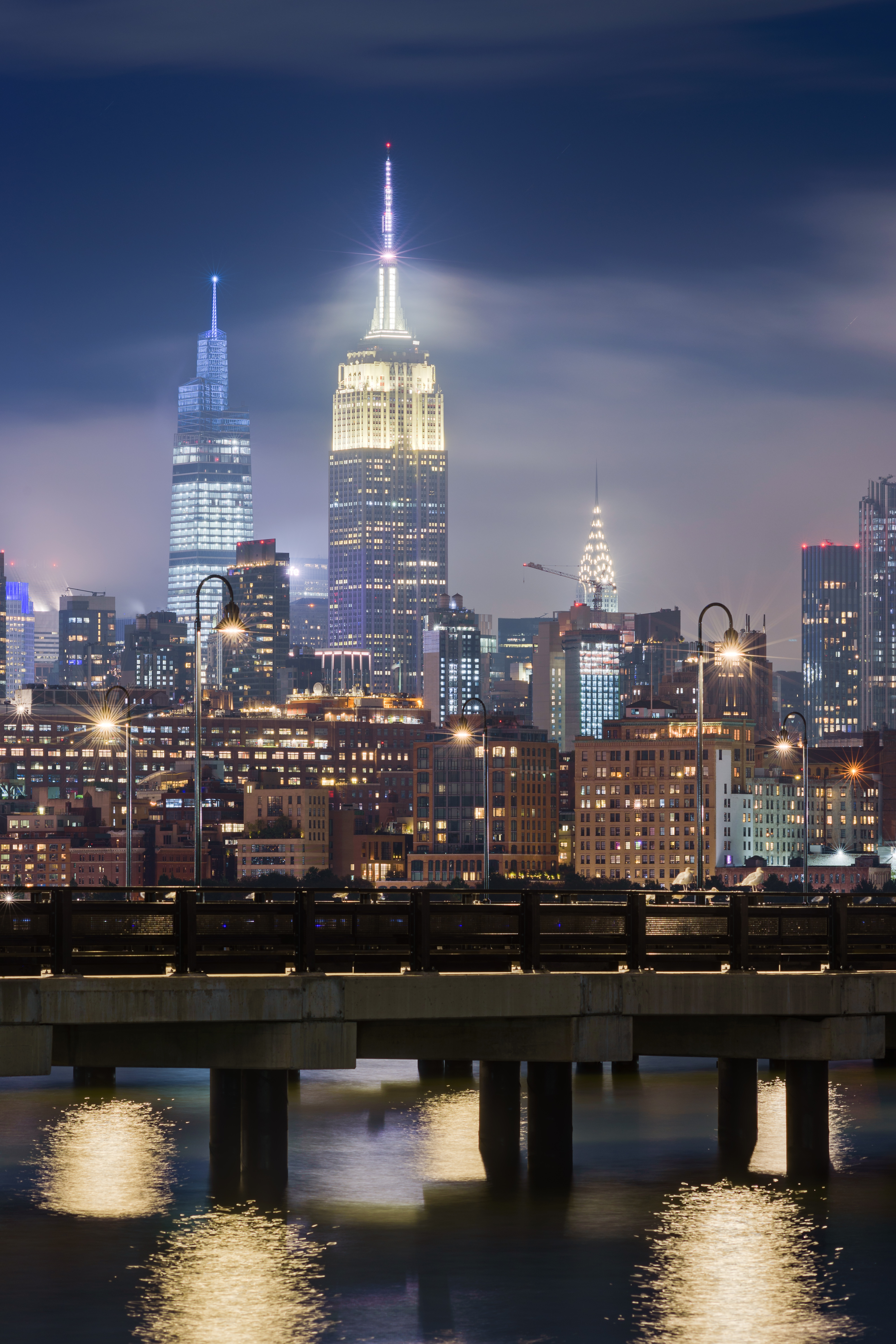

曼哈頓中城（英語：Midtown Manhattan）是位於美國紐約曼哈頓的一個區域。此區為曼哈頓島最擁擠、最繁華的地區，也是世界上摩天大樓密度最高的地區，區內不僅有洛克菲勒中心、無線電廣播城音樂大廳以及帝國大廈等世界知名的辦公大樓，許多如大中央車站、賓夕法尼亞車站、紐新航港局客運總站等重要的交通樞紐也都位於此區。

## 區域
中城的實際大小，目前還沒有定論。多數人認為區內核心商業區由第四十街一直延伸到中央公園的南端（第五十九街），東西界限分別為第三大道和第九大道。但是也有些人把該區廣義定為哈得遜河與東河之間的第三十、四十、和五十街左右的地帶。中城有時候被細分為東西兩部份，也時而依傳統地域分為特爾透灣區、Murray Hill-Kips Bay，地獄廚房等等。
無論其版域為何，曼哈頓中城無疑是美國全國最繁忙的商業區。紐約市內大多數的摩天大樓、高級飯店及豪宅都位於中城區內。有超過300萬人在本區的辦公室、酒店、和零售店舖工作。許多遊客和學生都選擇在這裏投宿。部分地區如時報廣場和第五大道，更集結著大量的零售商店。

## 景點
中城其他重要景點還包括：
- 現代藝術博物館
- 聖派翠克教堂
- 大中央車站
- 紐約公共圖書館
- 克萊斯勒大廈
- 聯合國總部大樓
- 卡內基音樂廳
- 時報廣場

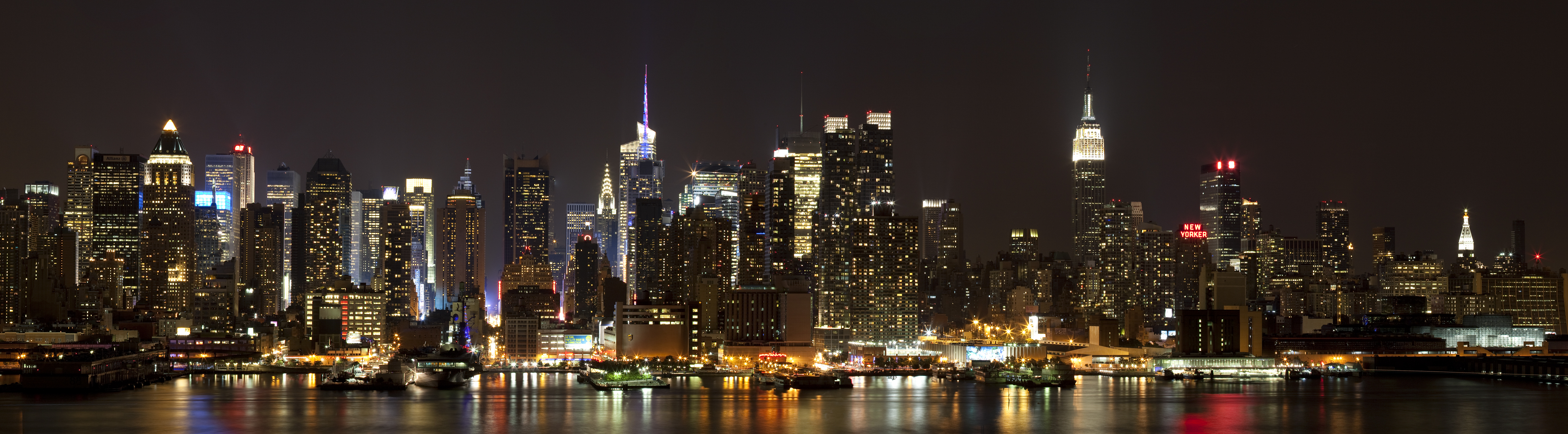
曼哈顿中城夜景

- 第五大道上如F.A.O. Schwarz等商店

中城重要的街道包括：
- 第一大道
- 麥迪遜大道
- 公園大道
- 萊辛頓大道
- 第五大道
- 百老匯
- 34街
- 42街